# ناشناخته (فیلم ۱۹۲۷)
ناشناخته (انگلیسی: The Unknown) فیلمی در ژانر ترسناک به کارگردانی تاد براونینگ است که در سال ۱۹۲۷ منتشر شد. از بازیگران آن می‌توان به لان چینی، جوآن کراوفورد، نورمن کری و فرانک لنینگ اشاره کرد.